# أوسكار زيمرمان
أوسكار زيمرمان (بالإنجليزية: Oscar Zimmerman)‏ هو عازف الباس المزدوج أمريكي، ولد في 21 سبتمبر 1910 في فيلادلفيا في الولايات المتحدة، وتوفي في 2 أبريل 1987.

## وصلات خارجية
- أوسكار زيمرمان على موقع ديسكوغز (الإنجليزية)